# Сбор (Пазарджицька область)
Сбор (болг. Сбор) — село в Пазарджицькій області Болгарії. Входить до складу общини Пазарджик.

## Населення
За даними перепису населення 2011 року у селі проживали 249 осіб, усі — болгари.
Розподіл населення за віком у 2011 році:
Динаміка населення: